# Juscorps
Juscorps is een gemeente in het Franse departement Deux-Sèvres (regio Nouvelle-Aquitaine) en telt 307 inwoners (2005). De plaats maakt deel uit van het arrondissement Niort.

## Geografie
De oppervlakte van Juscorps bedraagt 6,6 km², de bevolkingsdichtheid is 46,5 inwoners per km².
De onderstaande kaart toont de ligging van Juscorps met de belangrijkste infrastructuur en aangrenzende gemeenten.

## Demografie
Onderstaande figuur toont het verloop van het inwonertal (bron: INSEE-tellingen).